# Маттей, Тобайас Огастас
Тобайас Огастас Маттей (англ. Tobias Augustus Matthay; 19 февраля 1858, Лондон — 15 декабря 1945, усадьба Хай-Марли близ Хаслмира, графство Суррей) — британский пианист и музыкальный педагог.

## Биография
Учился в Королевской академии музыки и уже с 1876 г. начал преподавать в ней, на протяжении многих лет профессор (до 1925 г.). Одновременно с 1900 г. руководил частной школой для пианистов. Среди учеников Маттея были, в частности, Йорк Боуэн, Клиффорд Керзон, Харриет Коэн, Мура Лимпани, Рэй Робертсон, Майра Хесс, Фанни Уотермен, Харольд Крэкстон и др. Маттею принадлежит ряд подробных работ по технике фортепианной игры, включающих детальный анализ совершаемой при этом работы мускулатуры. Эти работы Маттея не утратили значения до сегодняшнего дня: так, книга «Видимое и невидимое в фортепианной технике» (англ. The Visible & Invisible in Pianoforte Technique; 1932) вышла в 1988 г. 11-м изданием. Для популяризации школы Маттея и его трудов, не всегда простых для понимания, его поклонник и продолжатель Амброз Ковьелло выпустил пособие «Что Маттей имел в виду» (англ. What Matthay Meant; 1936). был В 1925 г. американскими учениками Маттея была создана Американская Маттеевская ассоциация для пропаганды его педагогических методов; Ассоциация существует по сей день и проводит ежегодные фестивали фортепианной музыки в различных университетах США.
Его жена Джесси Кеннеди, на которой он женился в 1893 году, была сестрой Марджори Кеннеди-Фрейзер. Она умерла в 1937 году.
Тобиас Маттей скончался в своем загородном доме в Хай-Марли недалеко от Хаслемера в 1945 году в возрасте 87 лет.